# Крекінг-установка Лейк-Чарльз (Indorama)
Крекінг-установка Лейк-Чарльз (Indorama) — підприємство нафтохімічної промисловості у штаті Луїзіана, яке станом на другу половину 2010-х належить таїландській компанії Indorama.
З 1971-го (за іншими даними — 1986-го) в районі агломерації Лейк-Чарльз (на річці Калкасьє за пів сотні кілометрів від Мексиканської затоки, до якої прокладено важливий судноплавний канал Калкасьє), діяла установка парового крекінгу (піролізу) компанії Occidental Chemical. Вона мала потужність по етилену в 364 тисячі тонн на рік та використовувала як сировину етан і пропан у рівних пропорціях.
У другій половині 1990-х Occidental разом з Millennium Chemical та LyondellBasell утворили спільну компанію нафтохімічного спрямування Equistar, якій Occidental, як власник земельної ділянки та виробничих потужностей в Лейк-Чарльз, передала установку в оренду. Втім, вже у 2001 році це виробництво зупинили та законсервували. Згодом LyondellBasell викупила частки партнерів в Equistar, а у 2009-му потрапила під процедуру банкрутства. Як наслідок, далі долю непрацюючої установки вирішувала Occidental Chemical, котра у 2015-му продала виробництво таїландській компанії Indorama.
Новий власник розпочав роботи з розконсервації та модернізації з первісним планом по запуску підприємства наприкінці 2017-го. Установка матиме річну потужність в 420 тисяч тонн етилену та 20 тисяч тонн пропілену, а необхідні для роботи етан і пропан отримуватимуть з потужного центру фракціонування в техаському Mont Belvieu, від якого до Луїзіани прямують трубопроводи для зріджених вуглеводневих газів (наприклад, етанопроводи Іджіс та Байу). Продукцію установки планується подавати по етиленопроводу Еванжелін на інші підприємства Indorama, що виробляють оксид етилену та моноетиленгліколь.